# 羅茲蘇季夫
51°39′29″N 30°44′58″E / 51.65806°N 30.74944°E
羅茲蘇季夫（烏克蘭語：Розсудів），是烏克蘭北部的村莊，隸屬切爾尼希夫州的切爾尼希夫區。該村始建於1826年，面積0.26平方公里，海拔高度144米，2001年人口270，人口密度每平方公里1,038.5人。